# Placca della Sonda

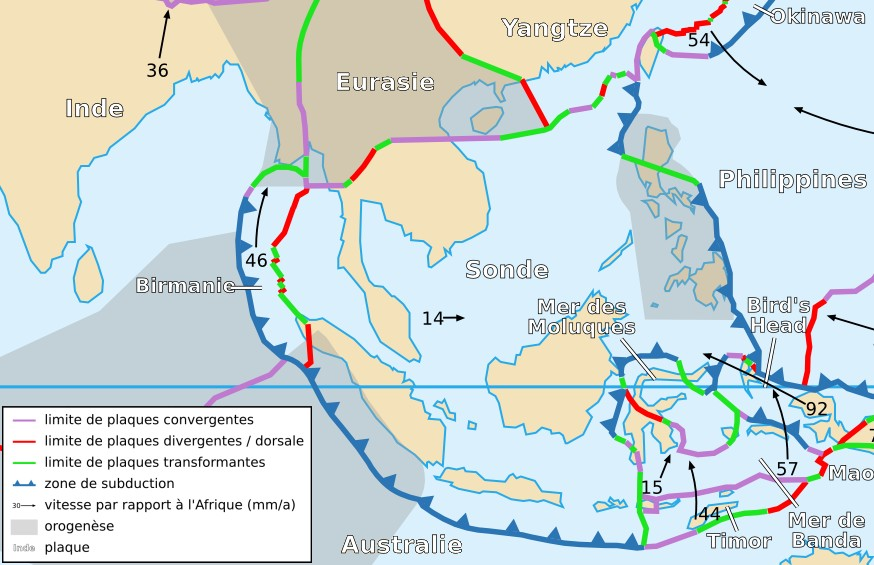
Collocazione della placca della Sonda

La placca della Sonda  è una microplacca tettonica della litosfera terrestre. Ha una superficie di 0,21967 steradianti ed è associata alla placca euroasiatica.
La placca deriva il suo nome dalle Isole della Sonda, che formano un arcipelago vulcanico a sudovest dell'Indonesia. 

## Caratteristiche
È situata nella parte sud-orientale dell'Asia. Copre la parte meridionale della penisola indocinese, la parte orientale del Mare delle Andamane, il Mar cinese meridionale, la parte sud delle Filippine e le isole del Borneo, Sumatra e Giava. 
La placca della Sonda è in contatto con la placca euroasiatica, la placca dello Yangtze, la placca delle Filippine, la placca di Bird's Head, la placca del Mare delle Molucche, la placca del Mar di Banda, la placca di Timor, la placca australiana e la placca birmana. I suoi margini con le altre placche sono formati dalla fossa delle Filippine sulla costa orientale delle Filippine, dalla fossa dell'arco della Sonda e dalla fossa di Giava sulle coste meridionale e occidentali di Sumatra e Giava. 
La placca si sposta con una velocità di rotazione di 1,103° per milione di anni secondo un polo euleriano situato a 55°44' di latitudine nord e 72°95' di longitudine ovest.